# MATA Trolley
Die MATA Trolley ist eine Straßenbahn in Memphis im Bundesstaat Tennessee der Vereinigten Staaten. MATA ist ein Akronym der Betreibergesellschaft Memphis Area Transit Authority. Bis zum Sommer 2014 war MATA Trolley mit drei Linien, 13,3 km Linienlänge und 18 Triebwagen der größte Nostalgie-Straßenbahnbetrieb der USA. Seit August 2024 findet kein Verkehr statt. 
„Trolley“ steht in der englischen Sprache für die Laufrolle am oberen Ende des Stangenstromabnehmers und wird im weiteren Sinn auch für den Stromabnehmer selbst verwendet. „Trolley car“ ist (wie „Streetcar“) eine amerikanische Bezeichnung für einen Straßenbahntriebwagen. Während die Vorgängergesellschaft ihre Fahrzeuge als Streetcars bezeichnet hatte, behielt das System seinen Namen, obwohl die Stromabnahme seit 2003 nicht mehr über Stangen und Rollen erfolgt.

## Geschichte

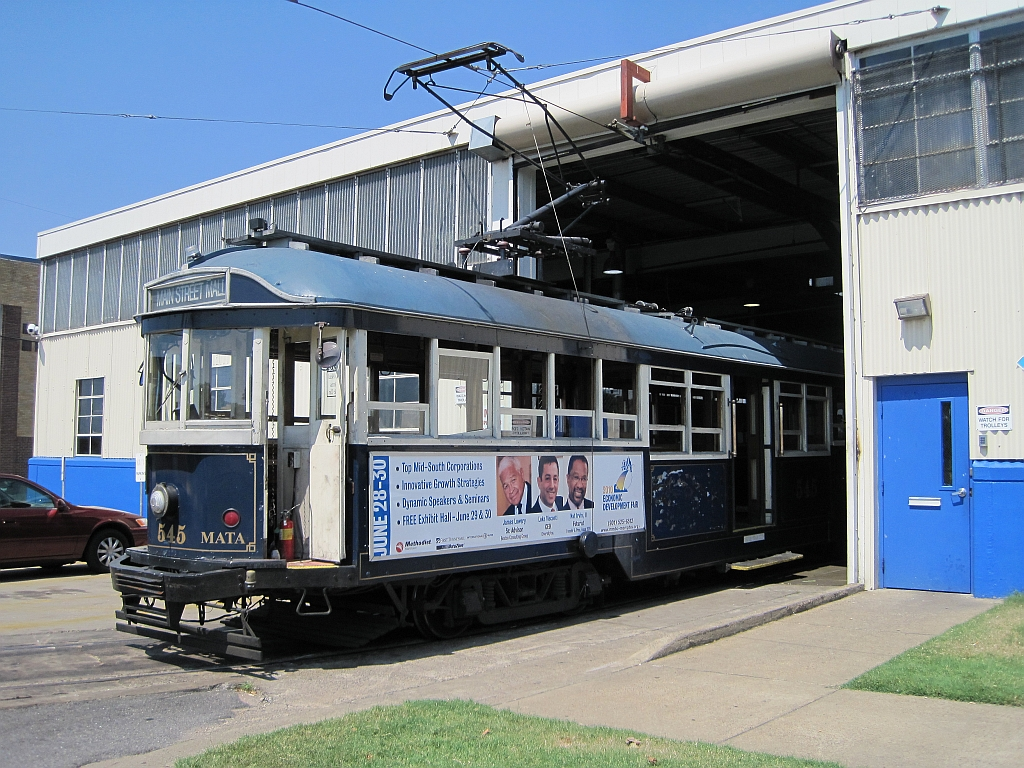
Wagen 545 (ex-Melbourne) im Depot

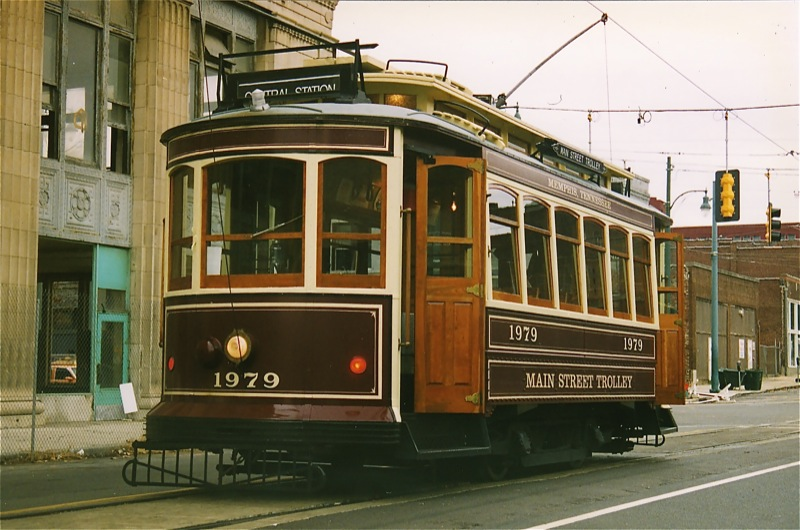
Wagen 1979 (Neubau) mit Stangenstromabnehmer (Trolley)

Die ersten elektrischen Straßenbahnen (Streetcars) verkehrten in Memphis im Jahr 1897. Eigentümer war die Memphis Street Railway Company, die von 1931 bis 1960 auch Oberleitungsbusse betrieb. Am 15. Juni 1947 wurde der Straßenbahnverkehr eingestellt.
In den späten 1980er Jahren wurde der Neubau einer Museumsstraßenbahn zu touristischen Zwecken diskutiert, die am Mississippi entlangführen sollte. Im Januar 1990 entschied sich der Memphis City Council jedoch für den Bau einer Strecke in der Innenstadt.
Die erste Linie der MATA Trolley wurde ab dem 10. März 1993 erprobt und am 29. April 1993 dem öffentlichen Verkehr übergeben. Sie durchquert auf ca. vier Kilometern Länge die Downtown (Innenstadt) entlang der Main Street von Norden nach Süden. Hauptsächlich als Touristenattraktion gedacht, erfüllt sie nur begrenzt eine innerstädtische Transportfunktion und ist mit dem Busnetz der MATA unzureichend verknüpft. Die Fahrzeuge der Main Street Line waren ausnahmslos gebraucht erworbene Straßenbahnwagen aus Porto in Portugal. Sie waren unter Lizenz der J. G. Brill Company dort gebaut worden und entsprachen in Abmessungen und Aussehen amerikanischen Fahrzeugen des frühen Zwanzigsten Jahrhunderts. Vom in Memphis ansässigen Unternehmen Kerns-Wilcheck Associates wurden sie restauriert und neueren Anforderungen angepasst.
Am 1. Oktober 1997 wurde mit der Riverfront Line eine zweite Linie eröffnet. Sie weist mehrere Besonderheiten auf: 
- Als touristische Rundfahrtlinie (Loop) konzipiert befährt sie lediglich in einer Richtung gegen den Uhrzeigersinn einen langgezogenen, weitgehend ovalen Parcours.
- In Nord-Süd-Richtung nutzt sie überwiegend das ehemals westliche Gleis der Bahnstrecke von Chicago nach New Orleans, deren östliches Gleis im Personenverkehr nur noch einmal pro Tag und Richtung vom legendären Schnellzug City of New Orleans befahren wird.
- In der Gegenrichtung befährt sie auf voller Länge das östliche Gleis der Market Street Line und zweigt nach deren Endhaltestelle kurz vor dem Depot zur Eisenbahnstrecke hin ab.
- Der Riverside Loop wird von allen vorhandenen Fahrzeugtypen befahren.

Mit der dritten Linie entlang der Madison Avenue wurde am 15. März 2004 die erste Linie mit einer realen Verkehrsfunktion eröffnet. Sie beginnt an der Haltestelle Court Square, die auch von den beiden anderen Linien bedient wird, und zweigt kurz danach rechtwinklig aus der Main Street in die Madison Avenue aus. Nach etwa 3,2 Kilometern erreicht sie ihren Endpunkt Cleveland Station und erschließt dabei mit dem Regional Medical Center und dem UT Health Science Center einen wichtigen Krankenhausbereich.
Die Inbetriebnahme der neuen Strecken machte eine Aufstockung des Fahrzeugpools erforderlich. Man entschied sich abermals für gebrauchte Fahrzeuge, diesmal vierachsige W-class Straßenbahnwagen (Bauart W2) aus Melbourne (Australien). Anders als die Zweiachser aus Porto waren derartige Fahrzeuge in den Vereinigten Staaten vorher nicht im Einsatz. Von der Anmutung her passten die Ende der 1930er Jahre gebauten Straßenbahnwagen aber gut zu den bisherigen. Zusätzlich wurde ein aus Rio de Janeiro stammender Wagen umgebaut sowie zwei weitere als Repliken neu erstellt.
Anfang 2003 wurde das System während einer dreimonatigen Betriebspause von der Stromabnahme mittels Stangenstromabnehmer auf Pantographen umgestellt.
Im Dezember 2013 und im April 2014 brannte jeweils ein ex-Melbourner Wagen während der Fahrt auf der Madison Avenue Line aus, die Linie wurde daraufhin im Mai 2014 eingestellt. Ab dem 10. Juni 2014 ruhte der Verkehr auf allen Linien, da die meisten Fahrzeuge als überaltert eingestuft wurden.
2016 wurde bei Gomaco der ex-Melbourner Triebwagen 799 (Bauart W5) für Oberleitungs- und Batteriebetrieb erworben.
Am 30. April 2018 wurde auf der Main Street Line der Fahrgastverkehr wieder aufgenommen.
2020 wurden vom ehemaligen Charlotte Trolley drei Replika-Vierachser des Herstellers Gomaco (Nr. 91–93) übernommen, die nach der für Ende 2021 vorgesehenen, aber nicht erfolgten Wiederinbetriebnahme der Riverfront Line dort eingesetzt werden sollten. Im April 2021 traf von der Straßenbahn San Diego der Triebwagen 1032 des Typs Siemens-Duewag U2 ein, mit dem anschließend Probefahrten auf der Madison Avenue Line durchgeführt wurden.
Am 18. August 2024 wurde aufgrund von Problemen mit den Bremsanlagen der Triebwagen der Fahrbetrieb auf der Main Street Line auf unabsehbare Zeit eingestellt. In der Folge wurde 17 Fahrern betriebsbedingt gekündigt. Bei mehreren Vorfällen waren Straßenbahnen unkontrolliert gerollt. Als Ursache wurden von der Firma Gomaco zu verantwortende mindere Werkstoffqualität bei Spannschlössern der Betriebsbremsanlagen ermittelt, verschlimmert durch die Entscheidung des Straßenbahnbetriebsleiters, keine Ausbildung in der Anwendung der Widerstandsbremse durchzuführen.:60 Hohe Personalfluktuation hatte zu verlorenem Institutionenwissen und fehlenden Zertifizierungen bei leitenden Mitarbeitern im technischen Bereich geführt.:60

## Kennzahlen
Ein Bericht einer Consulting-Firma legte 2024 dar, dass der Verkehrsbetrieb MATA mit der Aufrechterhaltung eines verlässlichen Angebots bei Bussen und Bahnen überfordert war und den schlechtesten Net Promoter Score aller US-Verkehrsbetriebe hatte.:13
Die Fahrgastzahlen bei Bus und Bahn fielen von 1991 bis 2024 um 82 %, mit konstanten Fahrgastzahlen im Verlauf der 2000er Jahre, großen Fahrgastverlusten in den Jahren ab 2015 und konstant niedrigen Fahrgastzahlen von 2021 bis 2023.:28 Die Straßenbahn hatte 1999 ca. 900.000 jährliche Fahrgäste, sah Anfang der 2010er Jahre deutliche Zuwächse, erreichte 2013 einen Höchststand von 1,47 Millionen Fahrgästen, ehe ab der mehrjährigen Betriebseinstellung 2014 ihre Fahrgastzahlen um 74 % bis 2023 fielen.:27
Im Zeitraum Juni bis August 2024 hatte die Main Street Line als stärkste Linie der MATA an Werktagen durchschnittlich 1100 Fahrgäste, dabei an Samstagen mit ca. 1350 mehr als während der Woche. Die zwei stärksten der 23 Buslinien hatten ca. 1050 werktägliche Fahrgäste, während die beiden im Schienenersatzverkehr bedienten Madison Avenue Shuttle Line mit 126 und Riverfront Loop Shuttle Line mit 26 Fahrgästen im untersten Bereich aller MATA-Linien lagen.:23
Pro Betriebsstunde gab es 2022 beim Trolley statistisch 19 Fahrgäste, während die Produktionskosten pro Betriebsstunde sich auf 317 US-Dollar beliefen, wodurch sich ein Verlust pro Fahrgast von 16,67 Dollar ergab.:36,37

## Strecken und Linien
Auf der Main Street und der Madison Avenue existierten bis 1947 bereits Straßenbahnlinien des Vorgängerunternehmens Memphis Street Railway Company.

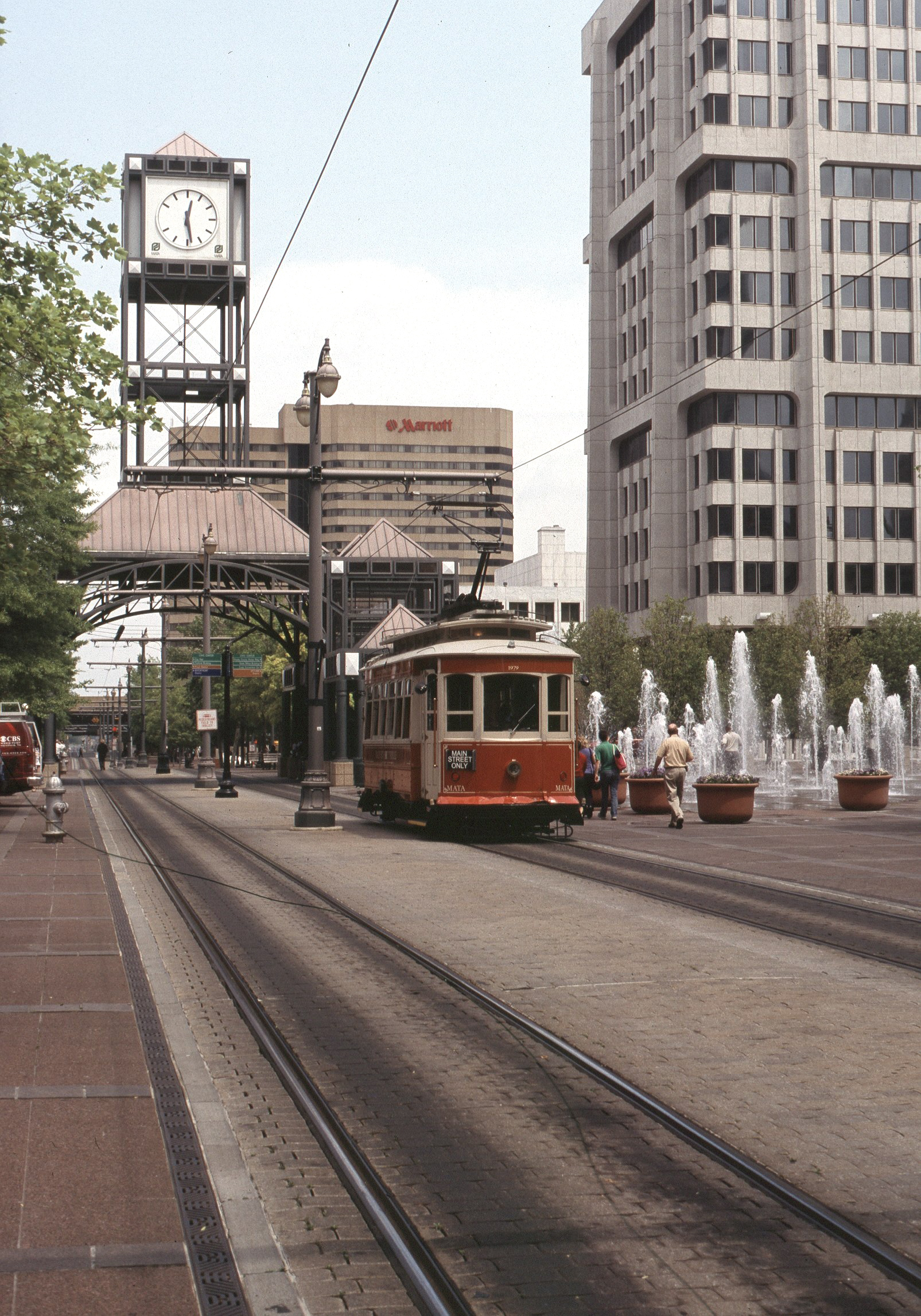
Haltestelle Civic Center Plaza mit Neubauwagen 1979

### Main Street Line
Die Strecke verläuft auf voller Länge im überwiegend geradlinig verlaufenden Straßenraum der Main Street. Nördlicher Endpunkt ist die Haltestelle North End Terminal an der Shadyac Avenue, die eingleisig mittig im Straßenraum liegt und kürzlich überdacht wurde. Das Gleis ist Wendegleis für die Main Street Line, aber Durchgangsgleis für die Züge der Riverfront Line und zum Depot.
Unmittelbar südlich der Haltestelle wird die Strecke zweigleisig und bleibt es im weiteren Verlauf. Die Richtungsgleise liegen weit auseinander und ermöglichen so dazwischenliegende Linksabbiegerspuren für den Straßenverkehr. Zugleich werden auf diese Weise ohne Gleisverschwenkungen die seitlich gelegenen Haltestellenkaps tangiert.
Zwischen der Exchange Avenue und dem Peabody Place ist die Main Street Fußgängerbereich, hier liegen die Gleise enger aneinander. Der „Trolley Stop“ Civic Center Plaza ist mit seinem Glasüberbau der auffälligste im Netz. Die Durchgangsstation Court Square ist zugleich Endstelle der Madison Avenue Line, die hier auf dem westlichen Streckengleis stumpf am Bahnsteig wendet. Kurz darauf folgt die Ausfädelung dieser Linie nach Osten hin, wobei das vorhandene Gleisdreieck im Linienbetrieb nur von Norden nach Osten und umgekehrt befahren wird.
Am südlichen Ende der Fußgängerzone, jenseits der Station Peabody Place, entfernen sich die Gleise wieder voneinander und verlaufen, von zwei leichten Kurven abgesehen, geradlinig im Straßenraum. Die folgende Station liegt an der Kreuzung mit der Beale Street, die als die „Heimat des Blues“ gilt und zu den größten Touristenattraktionen der Stadt gehört. Nahe der Haltestelle Huling Avenue liegt das ehemalige Lorraine Motel (jetzt: National Civil Rights Museum), auf dessen Balkon am 4. April 1968 der schwarze Bürgerrechtler Martin Luther King ermordet wurde.
Kurz nach der Endstation Butler Avenue wird die Strecke eingleisig auf einem abmarkierten Abschnitt in der Straßenmitte, an der folgenden Kreuzung mündet die Strecke des Riverfront Loops eingleisig aus der East G E Patterson Avenue. Unmittelbar dahinter befindet sich das Stumpfgleis für die Main Street Line, auf dem die wendenden Wagen warten – direkt vor dem Gebäude der Memphis Central Station, ohne ausgewiesene Haltestellenanlage (der Hauptbahnhof der 650-Tausend-Einwohner-Stadt Memphis wird nur noch von einem täglichen Zugpaar angefahren).

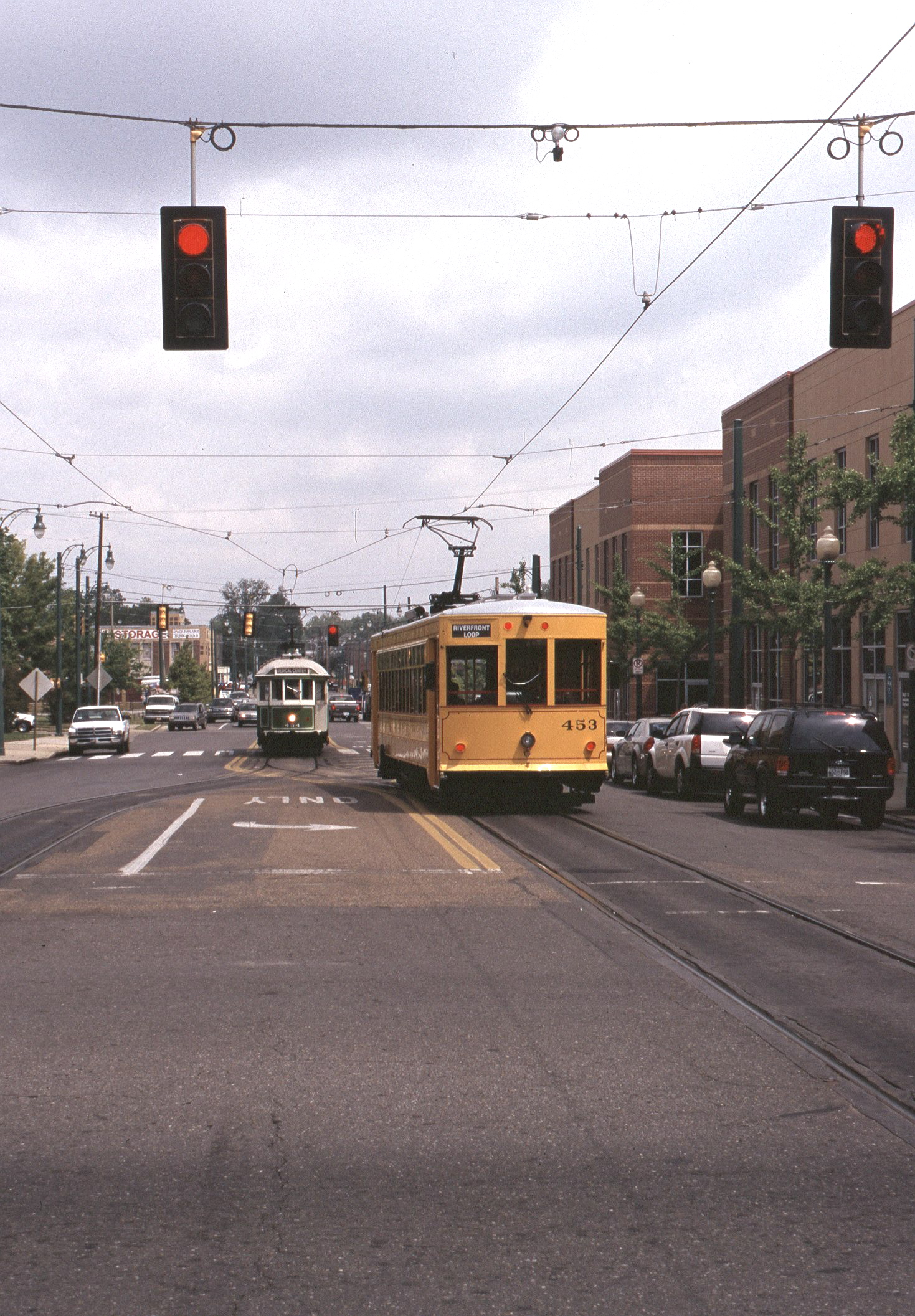
Wagen 453 (Replik Birney Safety Car) und 454 (ex-Melbourne) an der mittlerweile überdachten Endstelle North End Terminal
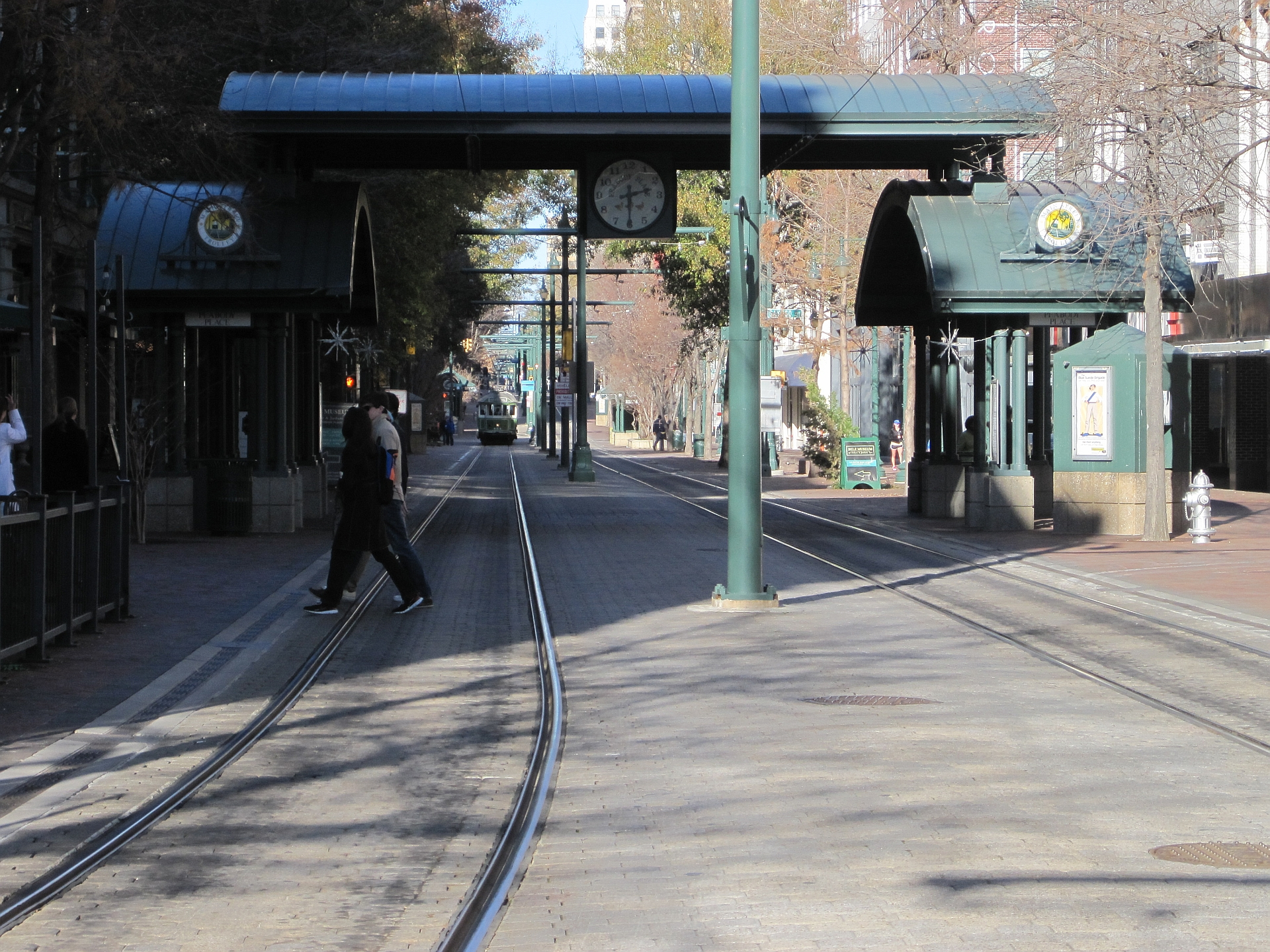
„Trolley Stop“ Peabody Place in der Fußgängerzone
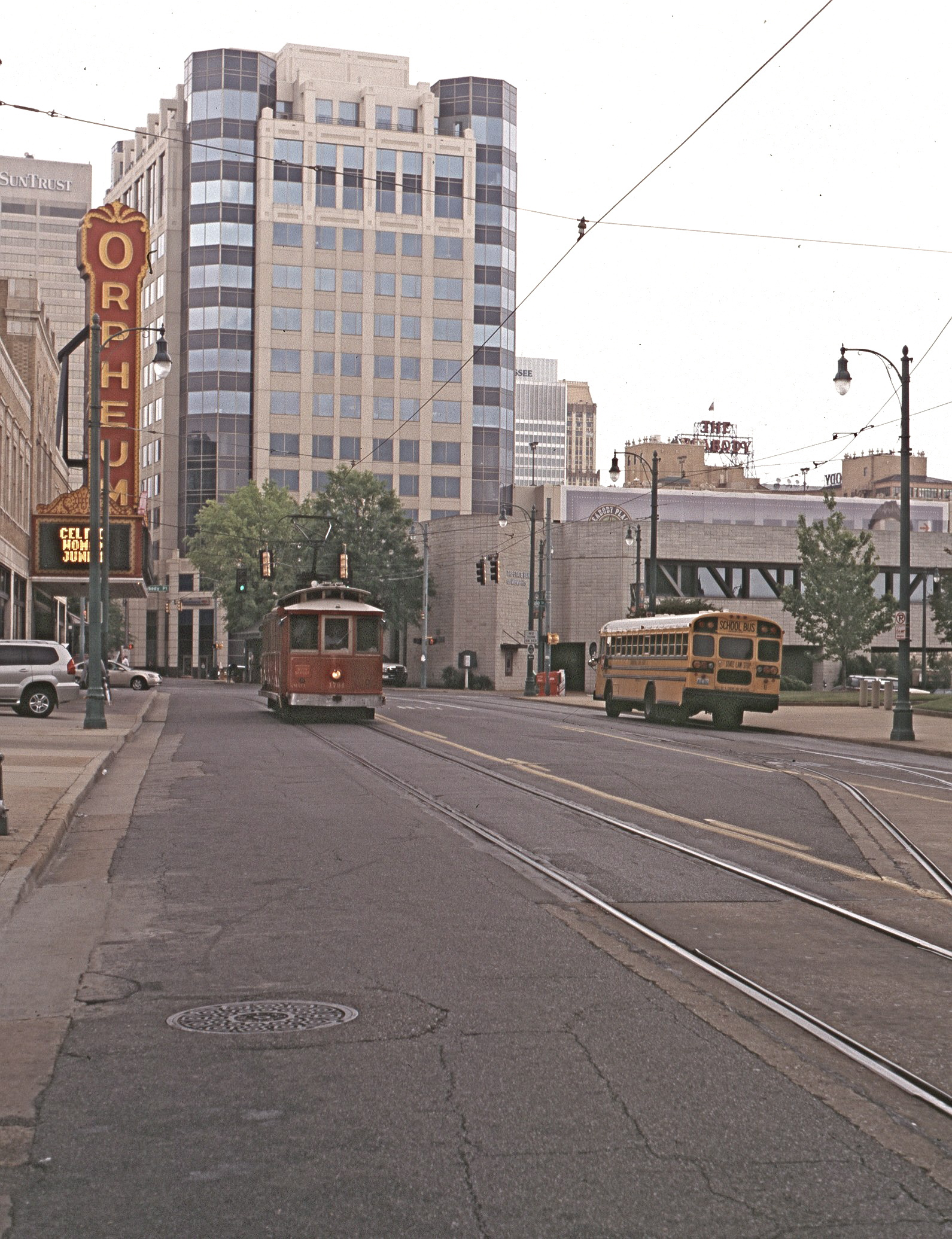
Umgebauter Straßenbahnwagen aus Rio de Janeiro und Gleiswechsel in der South Main Street
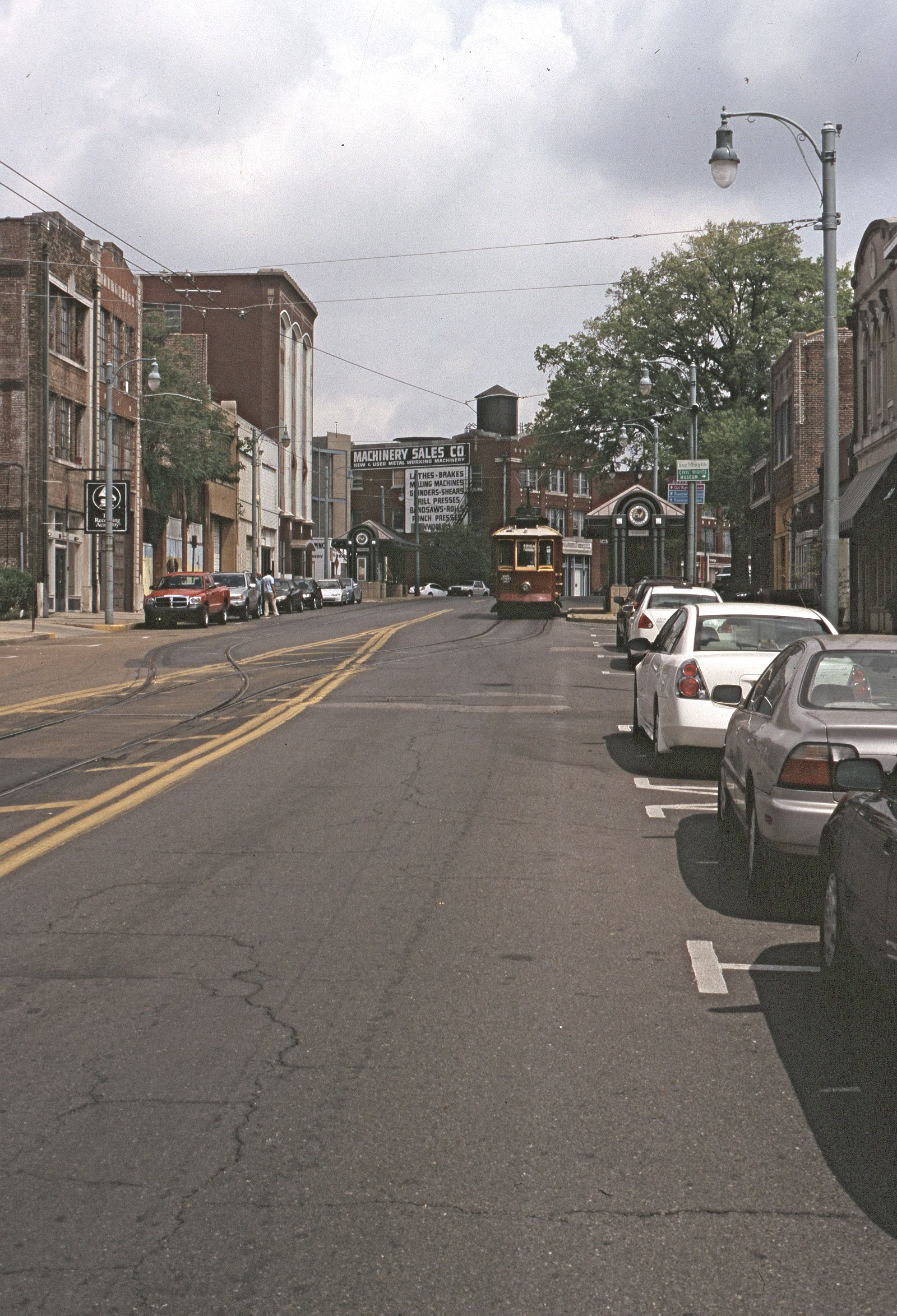
Südliche Endstation Butler Avenue

### Riverfront Loop
Die Riverfront Line hat als Ringlinie keinen eindeutigen Anfangs- und Endpunkt. Zwischen der East G E Patterson Avenue und der Haltestelle North End Terminal nutzt sie das östliche Streckengleis der Main Street Line. Nach deren Endpunkt befährt sie auf wenigen Metern das Betriebsgleis zum Depot, aus dem sie rechtwinklig nach links abzweigt. Auf knapp hundert Metern verläuft sie auf eigener Trasse, kreuzt anschließend in einer Linkskurve das früher nordwärts führende Gleis der hier ehemals zweigleisigen Eisenbahnstrecke aus Chicago und mündet in deren einst nach Süden führendes Gleis.
Auf einer Länge von etwa 2,6 Kilometern verlaufen Straßenbahn und Eisenbahn parallel. Zunächst wird, in nur geringer Höhe über dem Wasserspiegel des Mississippi, das ehemalige Veranstaltungszentrum Pyramid Arena, eines der Wahrzeichen der Stadt, erreicht. Kurz darauf wird die Hängebahn zum Vergnügungspark Mud Island unterquert und beim anschließenden Anstieg entlang des Steilufers der Fluss selbst kurz in geringer Entfernung tangiert. Auf dem Plateau angekommen verlässt die Straßenbahn die Bahnstrecke und durchfährt im Straßenraum ein Wohn- und Gewerbegebiet. Der East G E Patterson Avenue folgend unterquert sie die Eisenbahnanlagen und trifft neben dem Gebäude der Central Station wieder auf die Main Street.

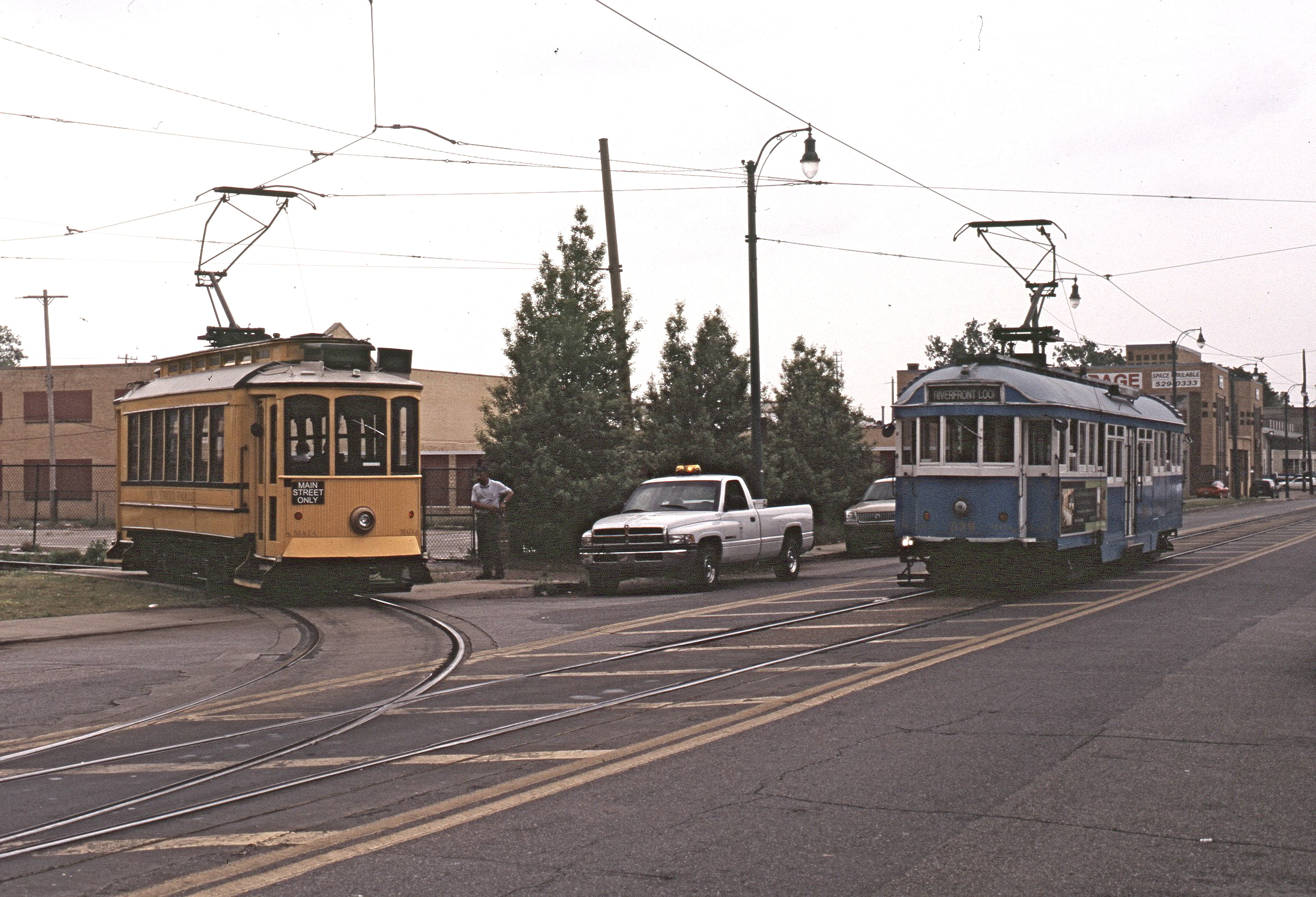
Abzweig des Riverfront Loops – links ein falsch gefahrener Main-Street-Wagen, rechts die Zufahrt zum Depot
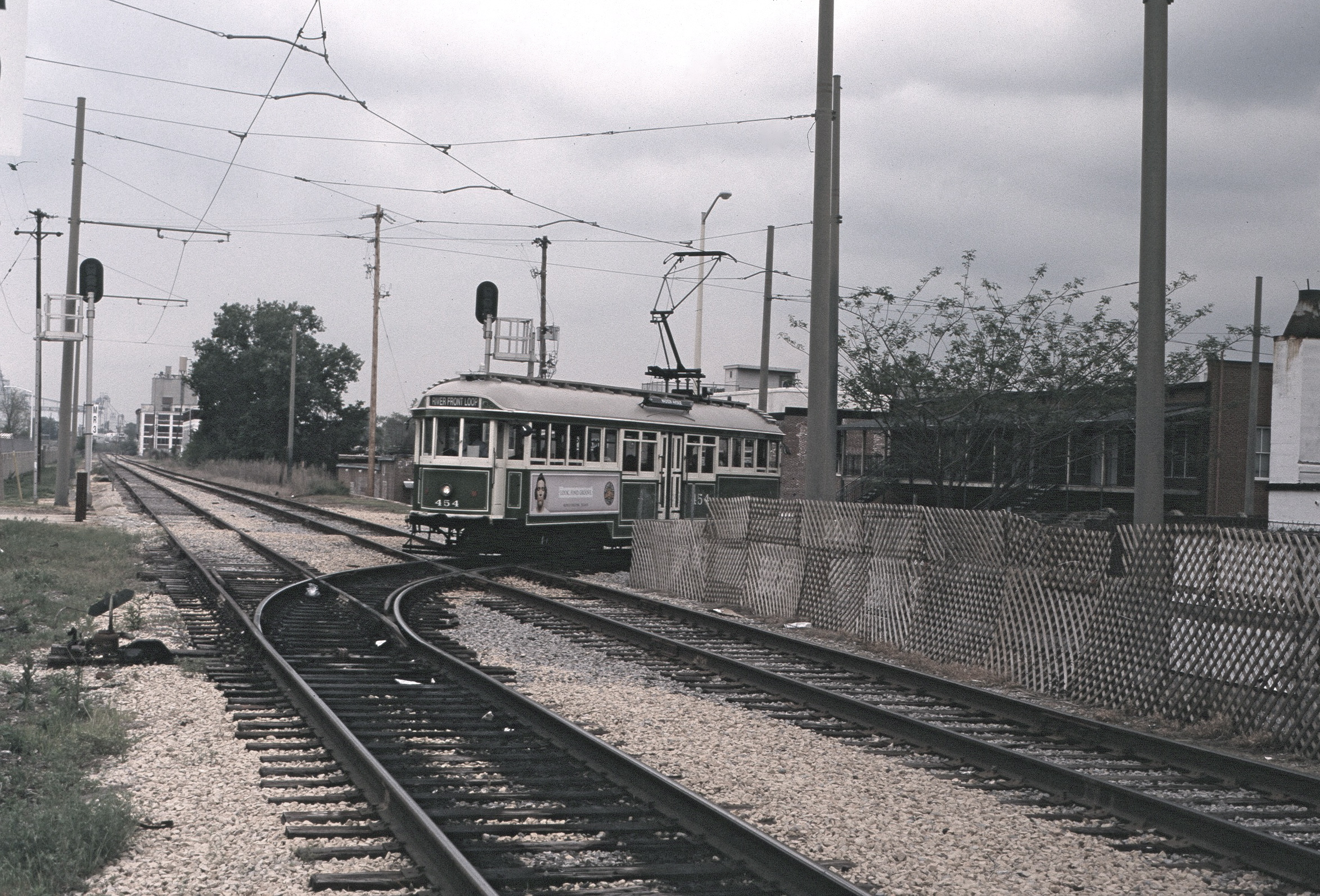
Ex-Melbourne 454 mündet in das westliche Eisenbahngleis
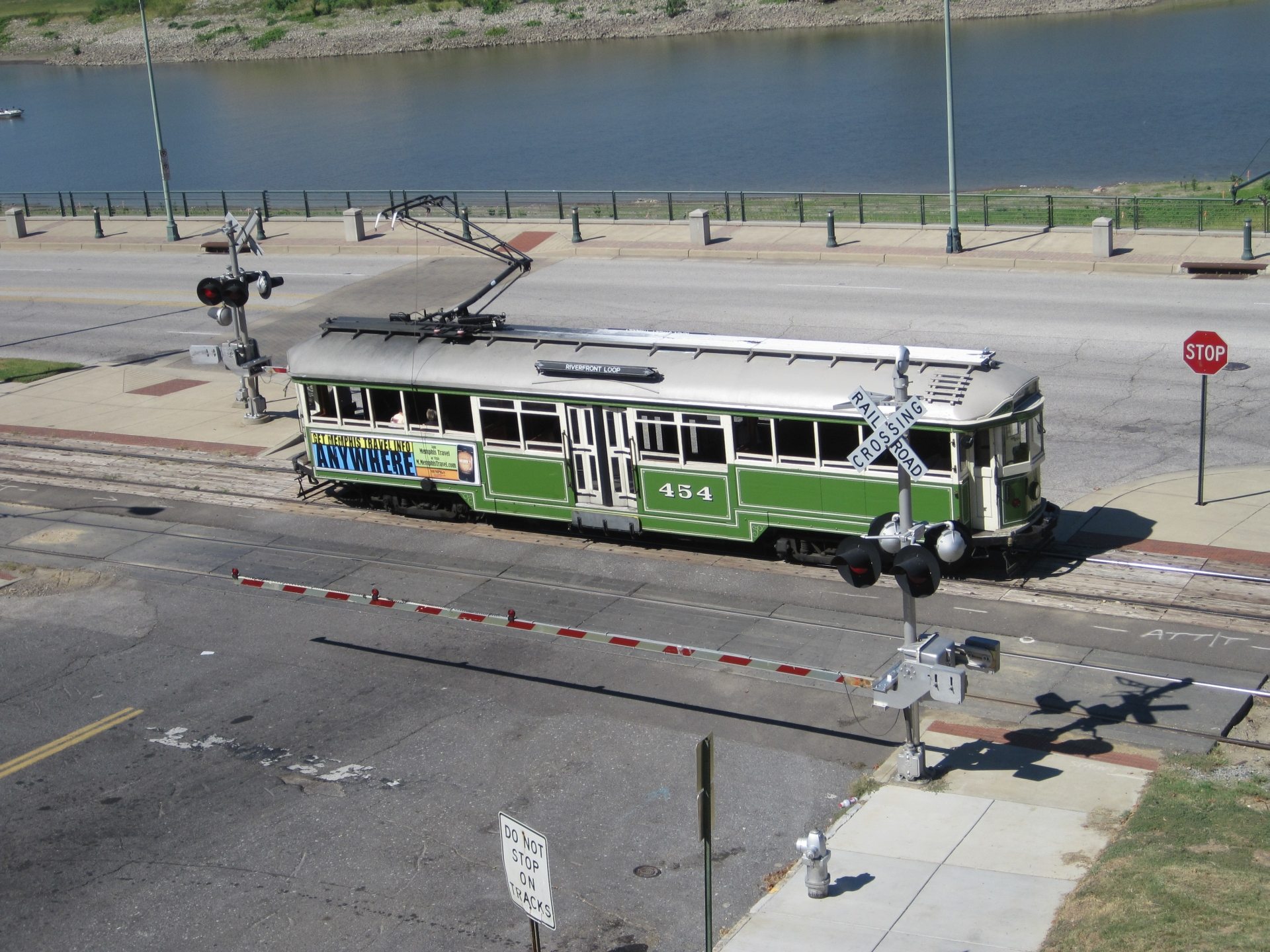
Melbourne 454 auf der gemeinsam mit der Eisenbahn genutzten Riverfront-Strecke
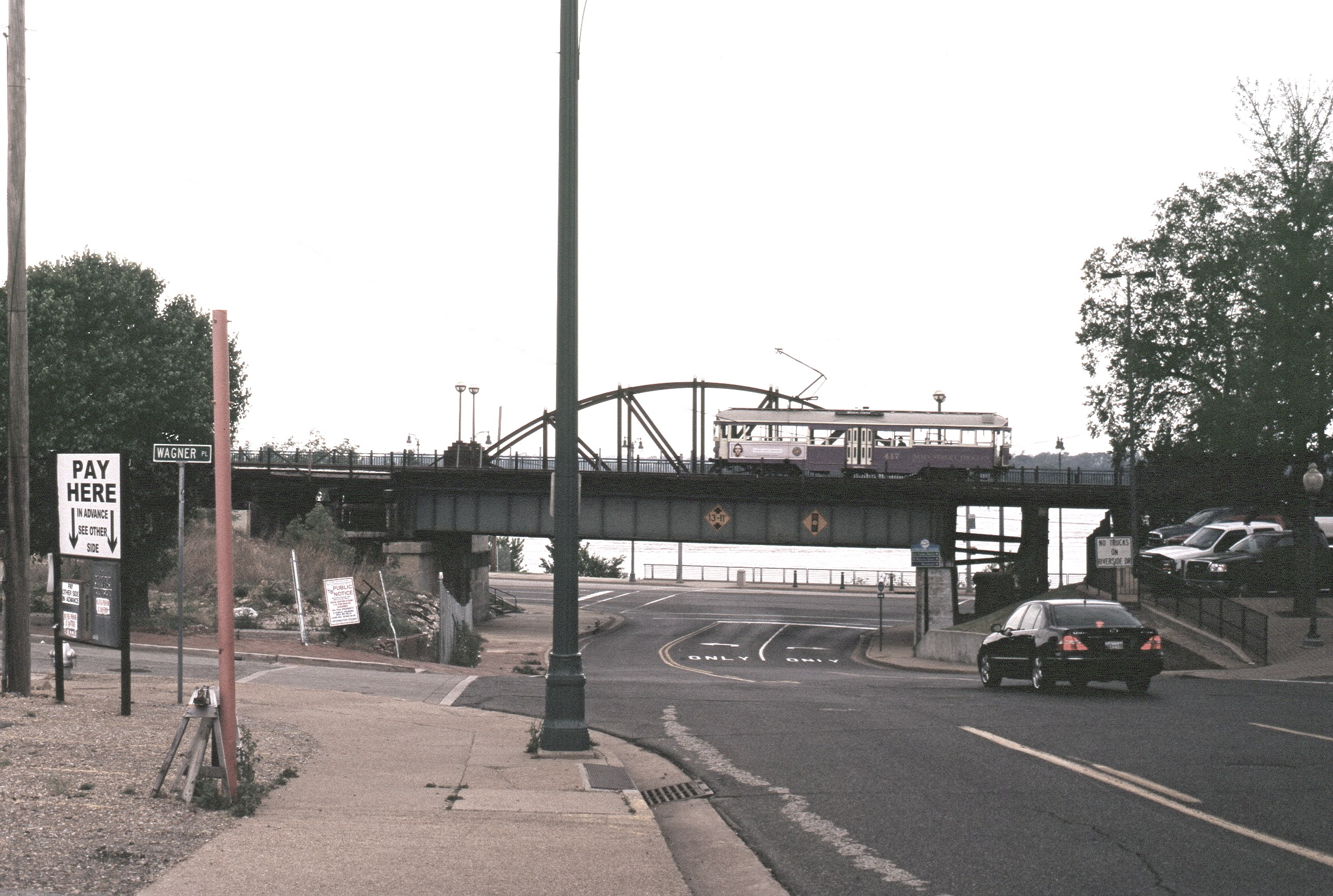
Brücke an der Rampe des Riverfront Loops

### Madison Avenue Line
Diese Strecke wurde vorwiegend nicht aus touristischen Gründen gebaut, sondern dient vielmehr der Verbindung der Innenstadt mit einem Krankenhauskomplex. Dennoch wird sie mit Altbaufahrzugen (Typ „Melbourne“) und entsprechend anmutenden Neu- und Umbauwagen betrieben. Zweiachsige Fahrzeuge der Bauart Brill verkehren auf der Madison Avenue Line nicht.
Die Linie beginnt am westlichen Bahnsteig der Haltestelle Court Square, nutzt auf wenigen Metern das Gleis in Richtung Süden der Main Street Line und biegt am anschließenden Gleisdreieck nach Osten ab. Auf etwa 120 Metern Länge verläuft sie eingleisig, auf abmarkierter Fläche, in der Straßenmitte. Nach der Kreuzung mit der 2nd Street wird sie zweigleisig und bleibt das bis zur Endstelle. Anders als die Main Street Line hat sie Mittelbahnsteige, lediglich die Station Danny Thomas Boulevard besitzt seitliche Bahnsteige. Hier wird eine Schnellstraße überquert, die sonst in Straßenmitte verlaufenden Gleise sind auseinandergezogen und verfügen über eigene Brücken beiderseits der Fahrbahn.
Die 3,5 Kilometer lange Linie hat insgesamt sieben Haltestellen. Östlich der Endhaltestelle Cleveland Station befindet sich eine dreigleisige Wende- und Abstellanlage in der Straßenmitte.

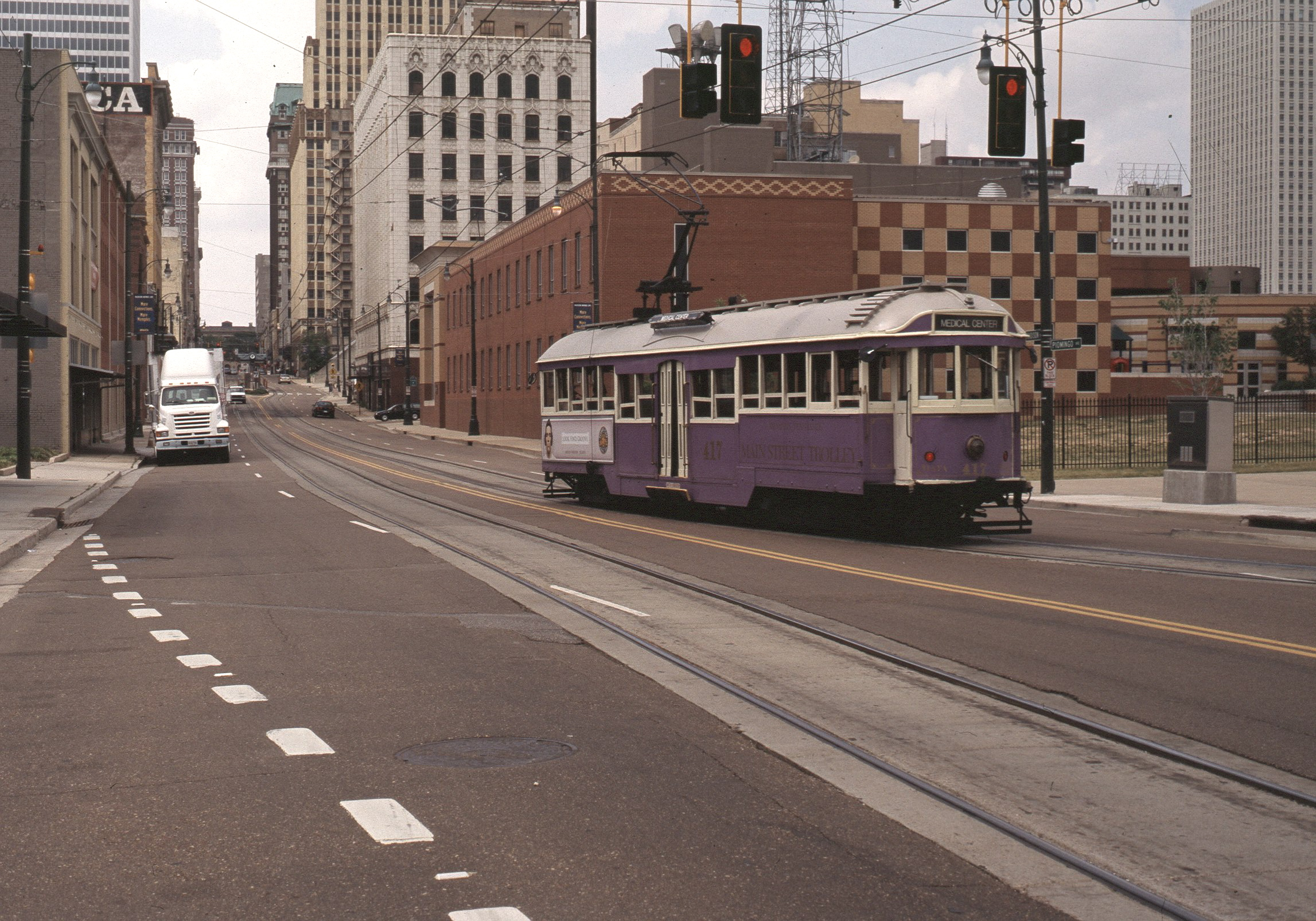
Wagen 417 (ex-Melbourne) in der Madison Avenue
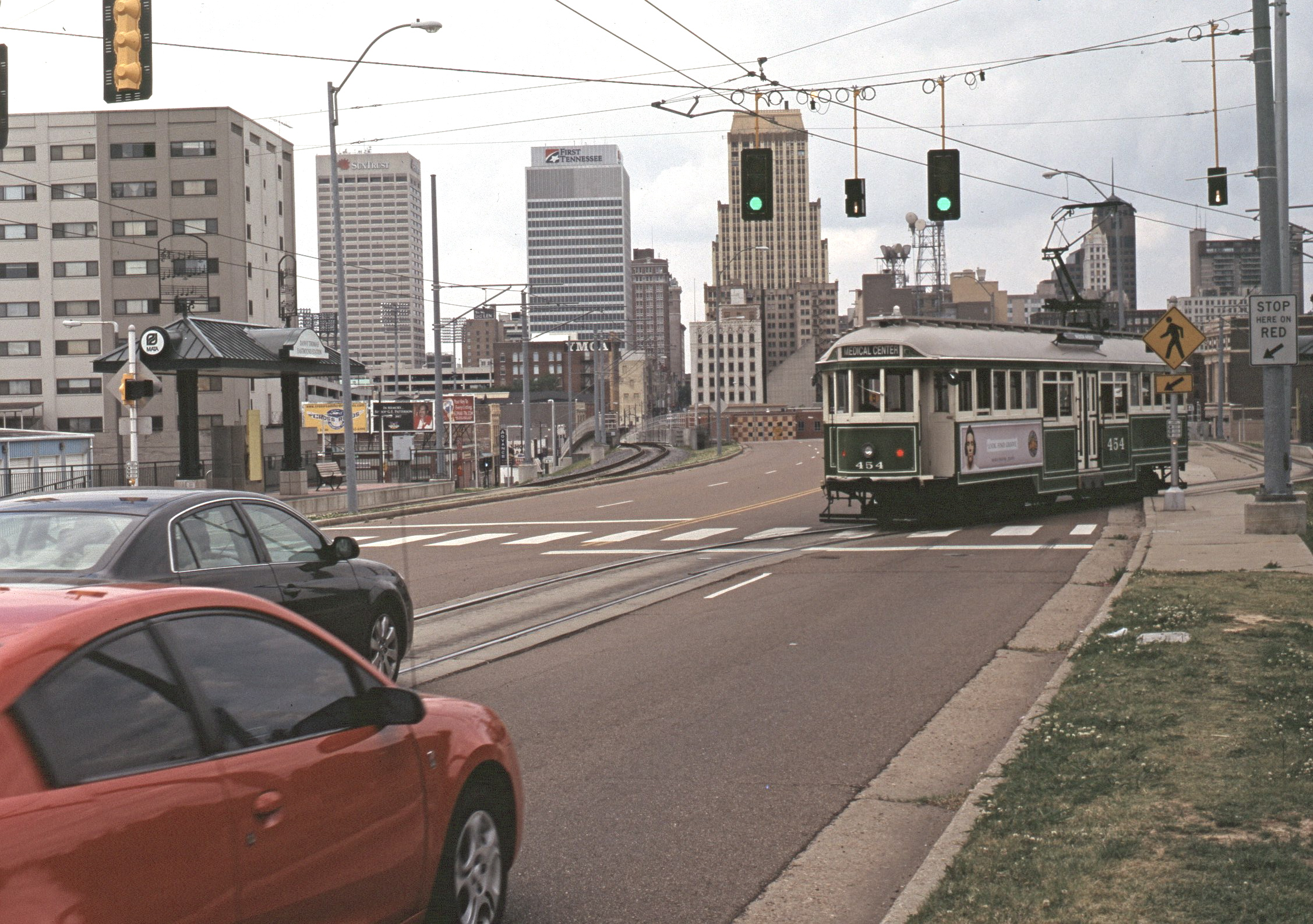
Station Danny Thomas Boulevard – auseinandergezogene Gleise über der Schnellstraße
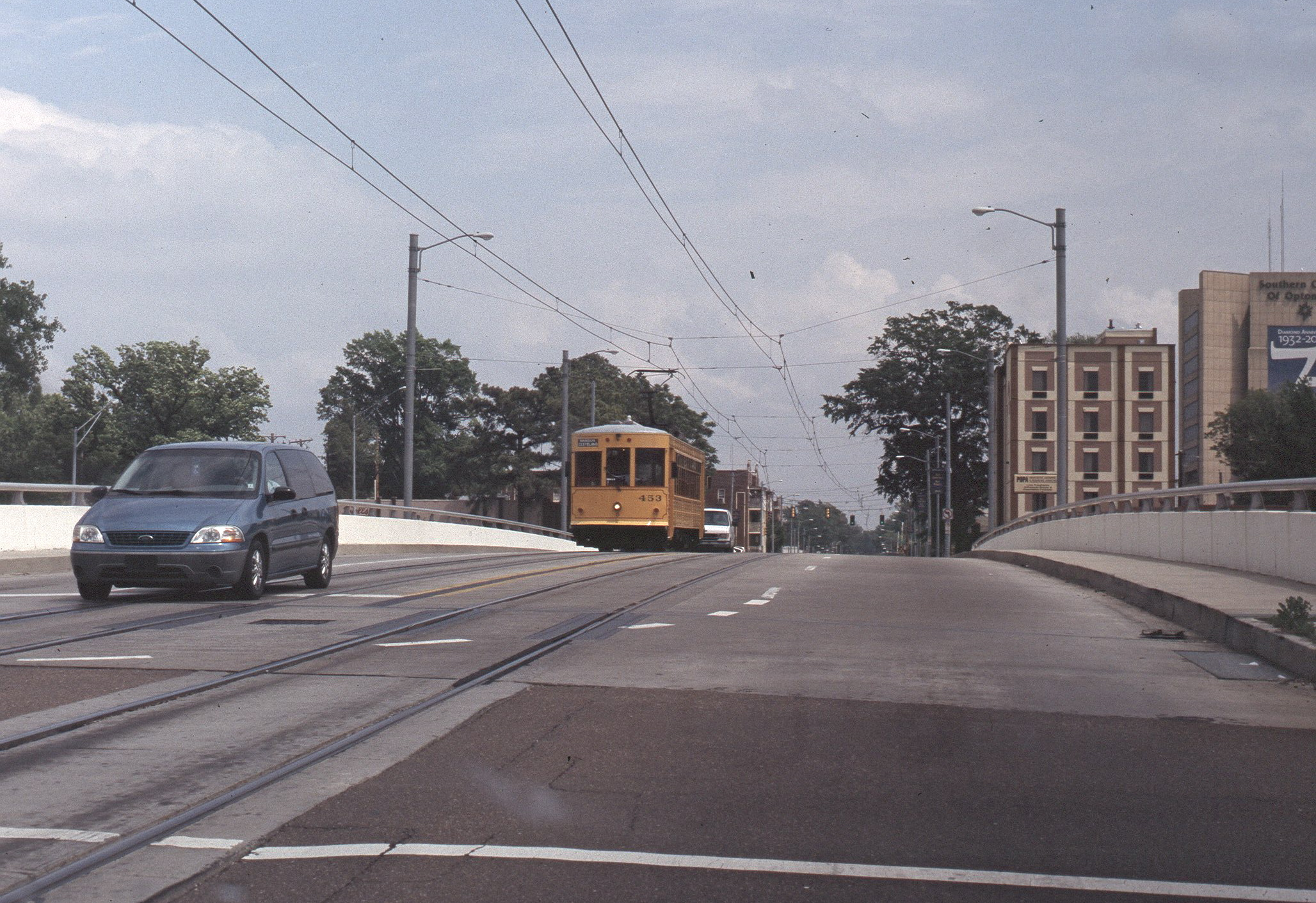
Birney Safety Car (Nachbau) auf der Madison Avenue Line
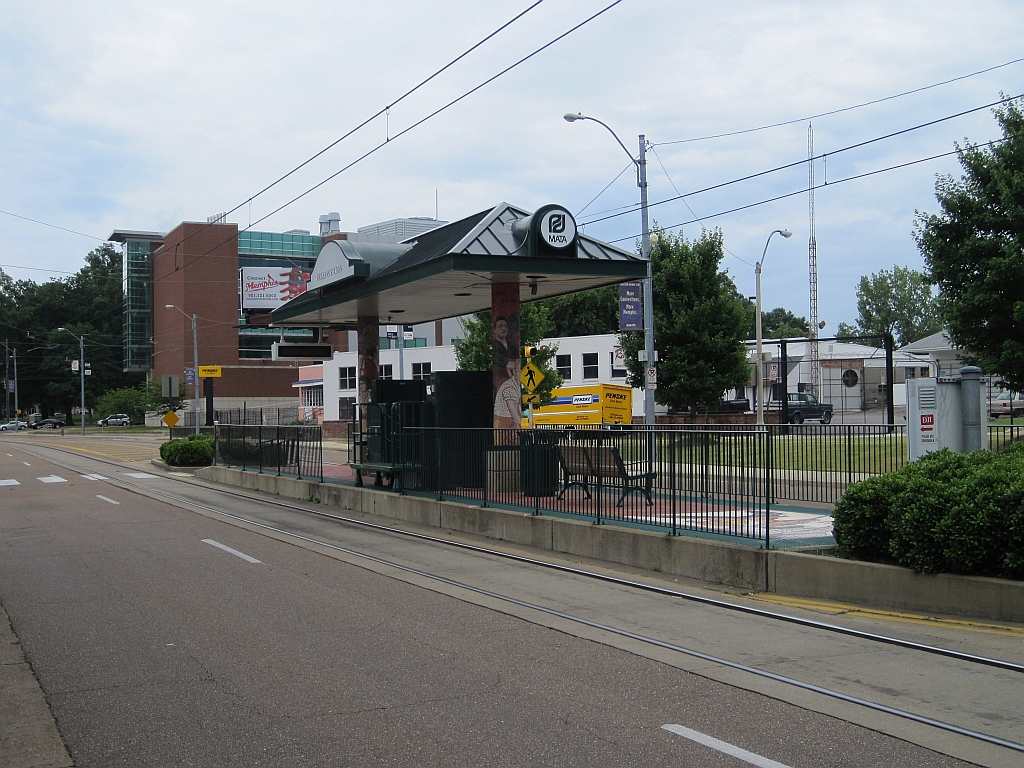
Mittelbahnsteig (Orleans Station) der Madison Avenue Line
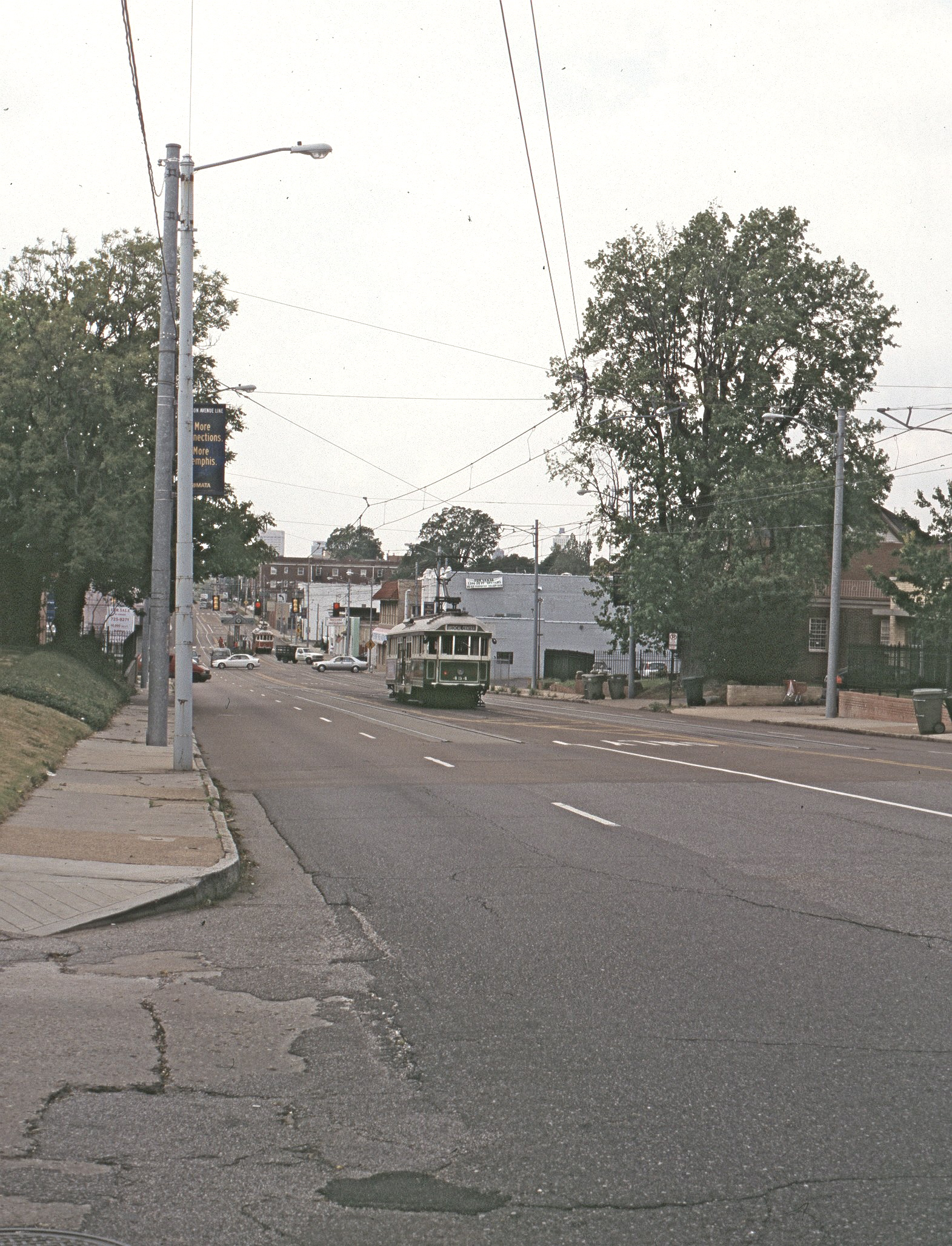
Wendestelle östlich der Cleveland Station

### Zufahrt zum Depot
Im Verlauf der North Main Street wird hinter dem Abzweig des Riverside Loops nach 210 Metern das Depot erreicht. Die Strecke ist eingleisig und liegt in abmarkiertem Raum in der Straßenmitte.

## Verkehr
Main Street Rail Line (MATA-Linie 100):19: Die Strecke wird seit August 2024 nicht betrieben (Stand Juli 2025). Im Jahr 2021 verkehrten die Wagen im 12-Minuten-Takt: Montag bis Freitag 6.45 Uhr bis 12 Uhr, samstags 8 Uhr bis 12 Uhr und sonntags 10 Uhr bis 18 Uhr.
Als Durchmesserlinie der Downtown von Nord nach Süd verkehrte die Main Street Line bis Juni 2014 werktags im 10-Minuten-Takt zwischen 6.25 und 23.30 Uhr, freitags ca. 1 1/2 Stunden länger. An Samstagen (ca. 9 bis 1 Uhr) und Sonntagen (ca. 10.15 bis 18.10 Uhr) gab es den gleichen Takt.
Riverfront Shuttle Line (MATA-Linie 101):19: Die Riverfront Line ist seit Juni 2014 eingestellt. Stand 2024 verkehrte ein Bus im 40-Minuten-Takt.:18 Bis 2014 gab es einen 13-Minuten-Takt, Betriebsbeginn war zwischen 9.00 und 10.00 Uhr.
Madison Avenue Shuttle Line (MATA-Linie 102):19: Die Madison Avenue Line wird seit Mai 2014 im Schienenersatzverkehr bedient, mit Stand 2024 als Bus im 40-Minuten-Takt.:18 Bis 2014 wurde täglich 16-minütig gefahren, an Werktagen von ca. 6.00 bis 23.05 Uhr, samstags zwei Stunden länger und sonntags zwischen 10.15 und 18.08 Uhr.

## Fahrzeuge
Sämtliche Fahrzeuge sind Zweirichtungsfahrzeuge, die an Stumpf-Endstellen, auf dem Streckengleis oder über Gleiswechsel wenden. Ein Wendegleis existiert nur auf dem Gelände des Betriebshofs, das Drehen der Fahrzeuge ist aber auch am Gleisdreieck Main Street / Madison Avenue möglich. Alle Fahrzeuge sind einzeln unterwegs, Anhängerbetrieb oder Zugbildung gibt es nicht.
Die vorhandenen Fahrzeugtypen sind:
- Sechs in Portugal in Lizenz von Brill gefertigte Nachbauten amerikanischer Straßenbahnwagen. Entsprechende Fahrzeuge (z. B. ehem. Wagen 51) waren auch bei der früheren, von der Memphis Street Railway Company betriebenen Straßenbahn in Memphis im Einsatz.[10]

Die zweiachsigen Zweirichtungsfahrzeuge stammen aus den 1920er und 1930er Jahren. Sie tragen die originalen Betriebsnummern 156, 164, 180, 187, 194 und 204, die drei letztgenannten waren die bei der Betriebseröffnung bereits verfügbaren Wagen. Das Baujahr korreliert mit der Nummer, Wagen 156 ist das älteste, Wagen 204 (etwa 1940) das jüngste Fahrzeug. Sie sind 9,30 Meter lang und 2,39 Meter breit, die vier Einstiege befinden sich beidseitig an den Wagenenden. Eingesetzt werden sie bevorzugt auf der Main Street Line, sie befahren aber auch den Riverfront Loop.
- Neun in Australien gebaute und in Melbourne eingesetzte vierachsige Drehgestellwagen. Die Zweirichtungsfahrzeuge mit Mitteleinstiegen der Bauart W2 sind länger als die Brill-Lizenzbauten. Sie wurden von der Gomaco Trolley Company restauriert und umgebaut. Die Einstiege an den Wagenenden dienen nicht dem Fahrgastverkehr, sie sind für das Fahrpersonal bestimmt.
- Mit dem Wagen Nr. 1979 wurde ein den Brill-Wagen ähnlich aussehendes Fahrzeug von der Gomaco Trolley Company neu gebaut.
- Aus Rio de Janeiro stammt der ehemals an den Seiten offene Wagen 1794, der umfassend umgebaut und mit einer Außenverkleidung versehen wurde.
- 2004 wurde die Replik eines Birney Safety Cars in Dienst gestellt, ebenfalls ein Neubau der Gomaco Trolley Company.

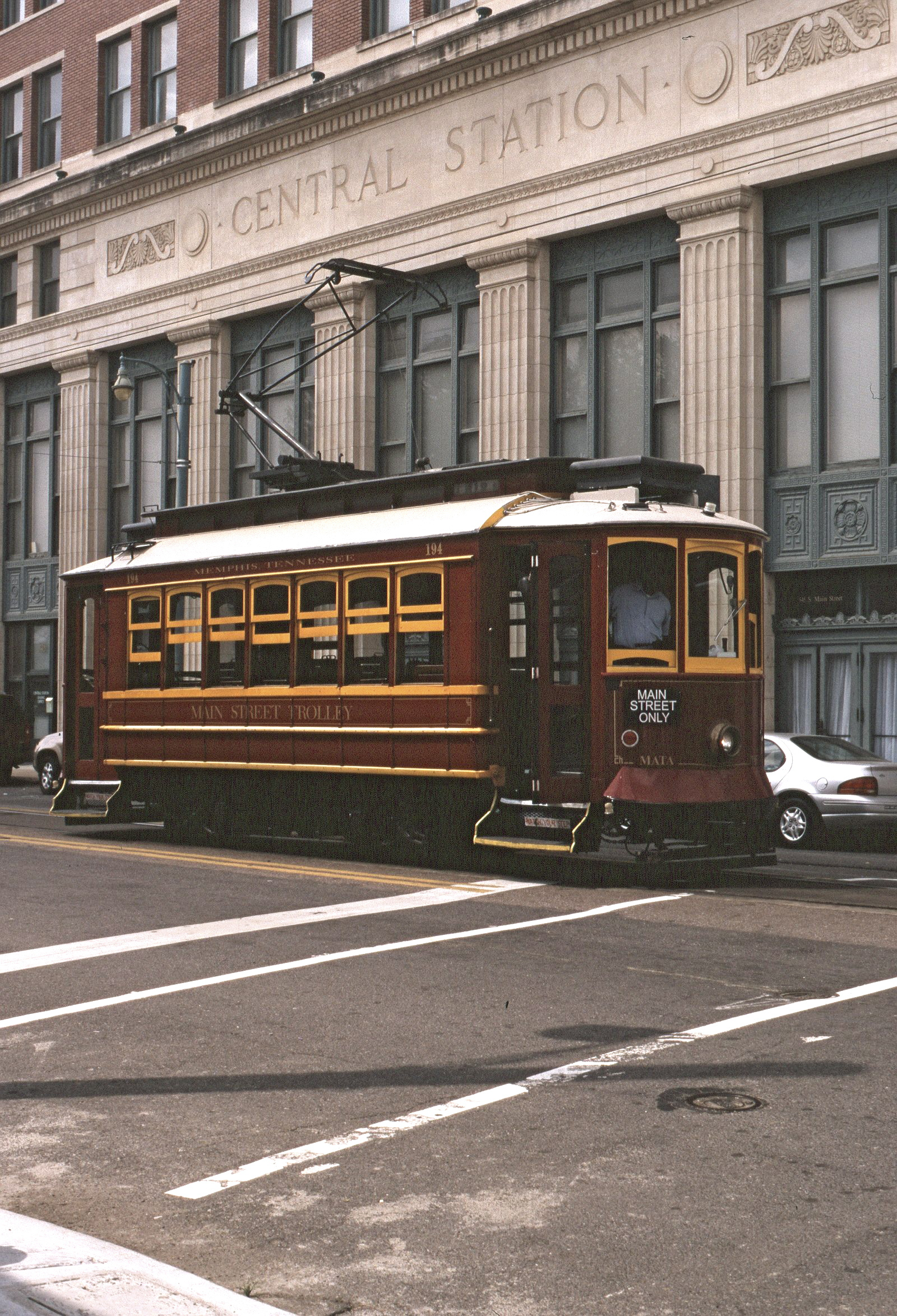
Wagen 194 (Porto, 1930er Jahre) vor der Central Station
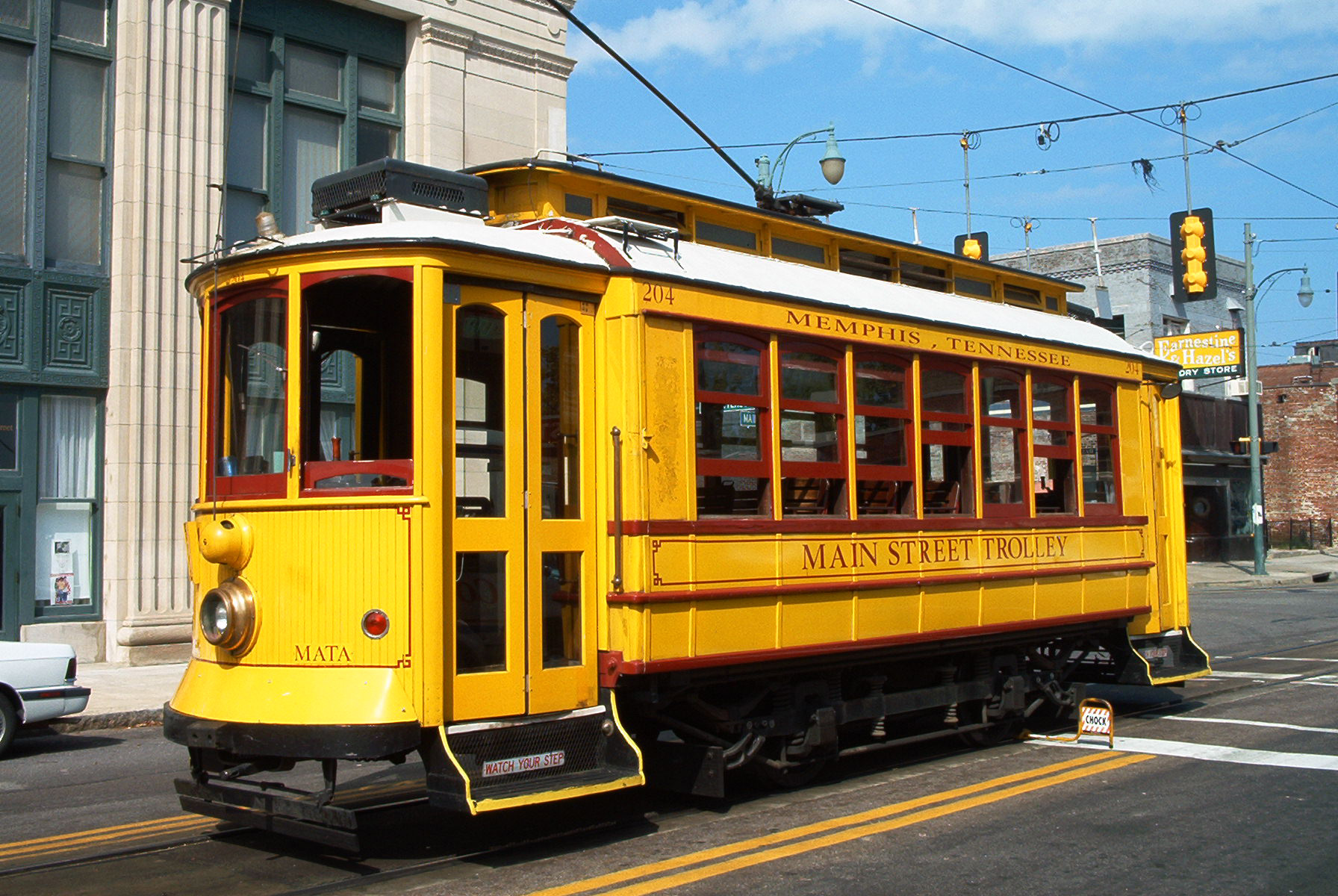
Wagen 204 (ehemals Porto) aus dem Jahr 1940 auf dem Stumpfgleis vor der Central Station
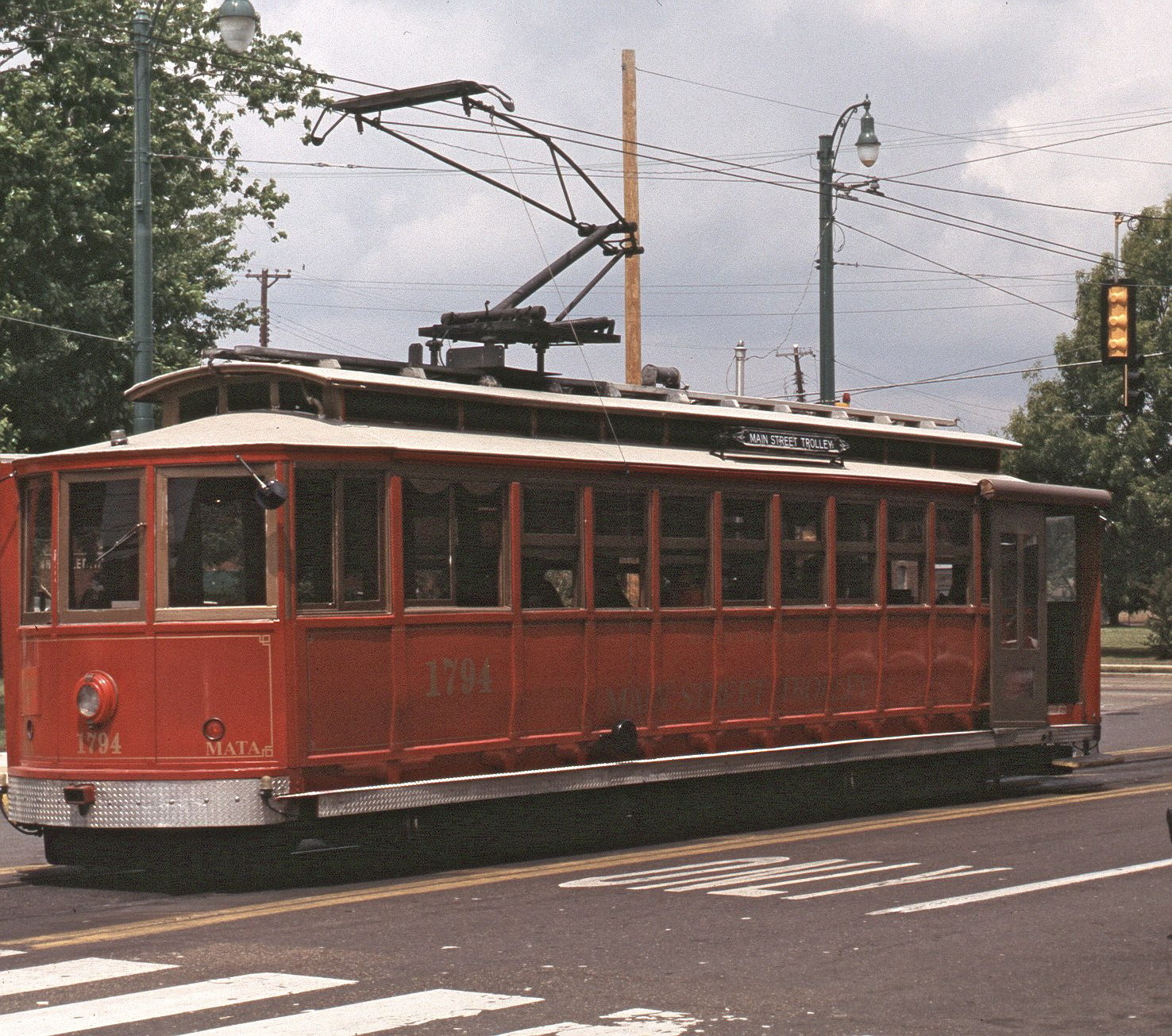
Wagen 1794 (ehemals offener Wagen aus Rio de Janeiro)
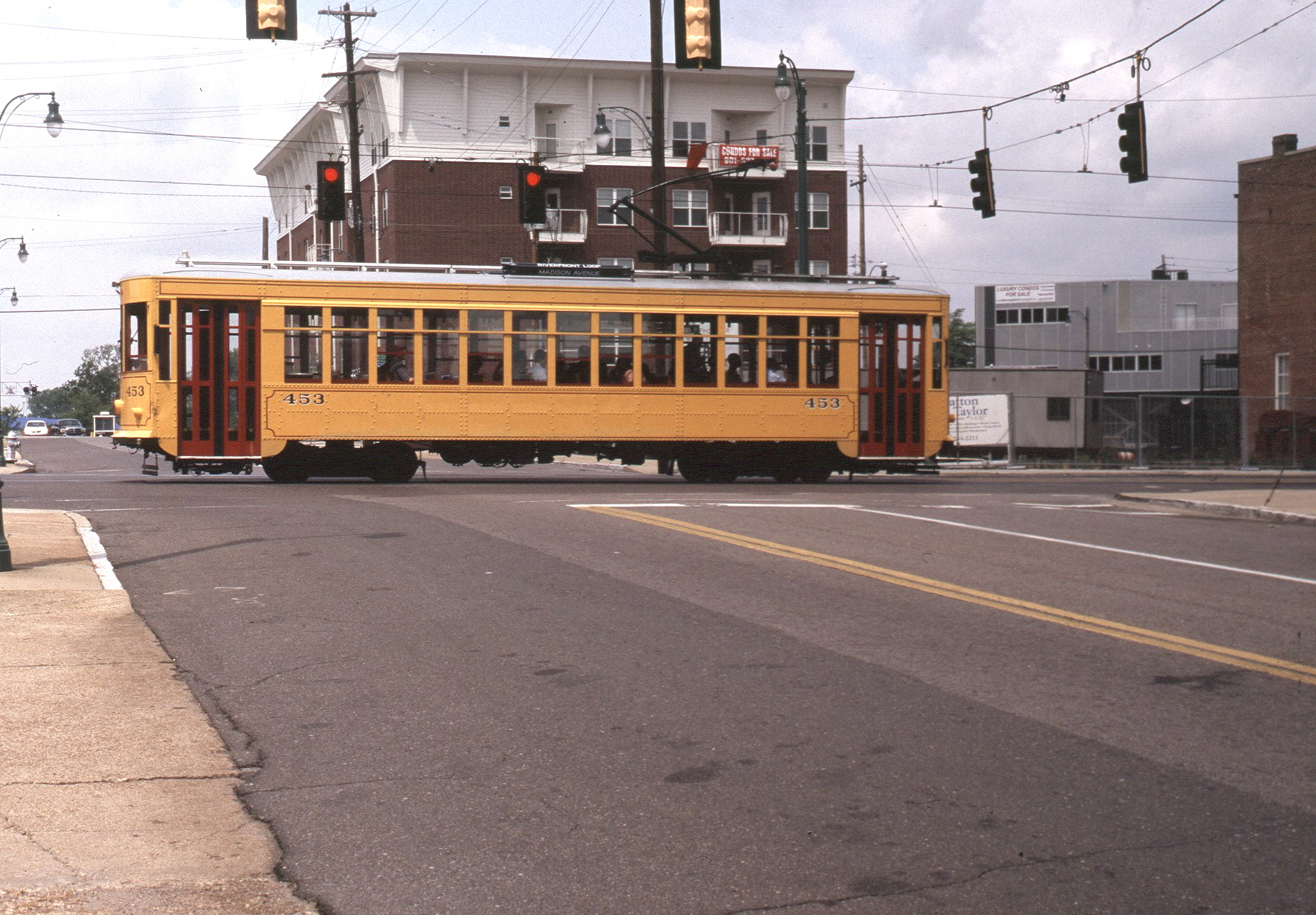
Replik eines Birney Safety Cars: Wagen 453
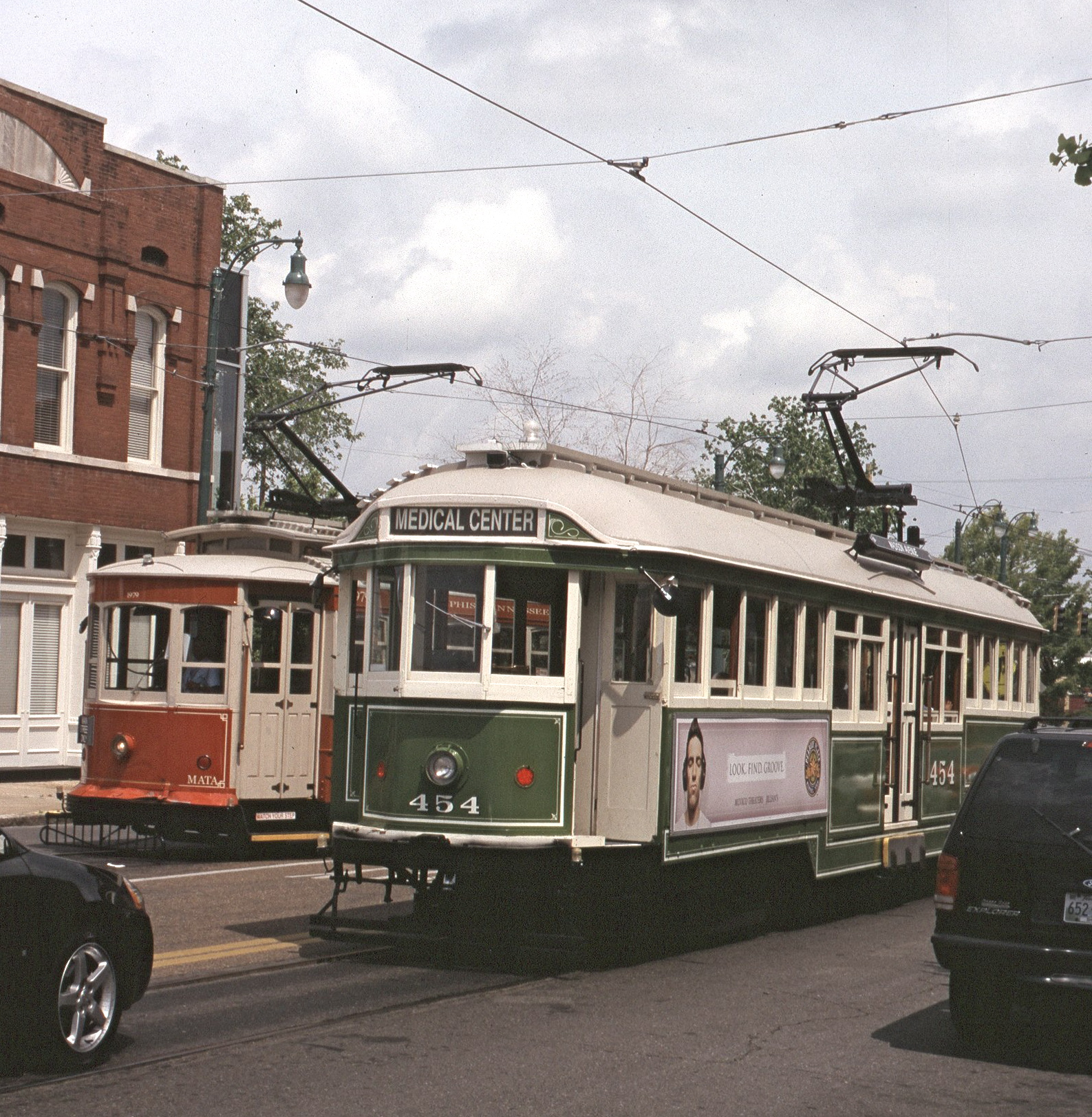
Wagen 454 (ex-Melbourne) und 1979 (Brill-Nachbau)

## Betriebseinrichtungen

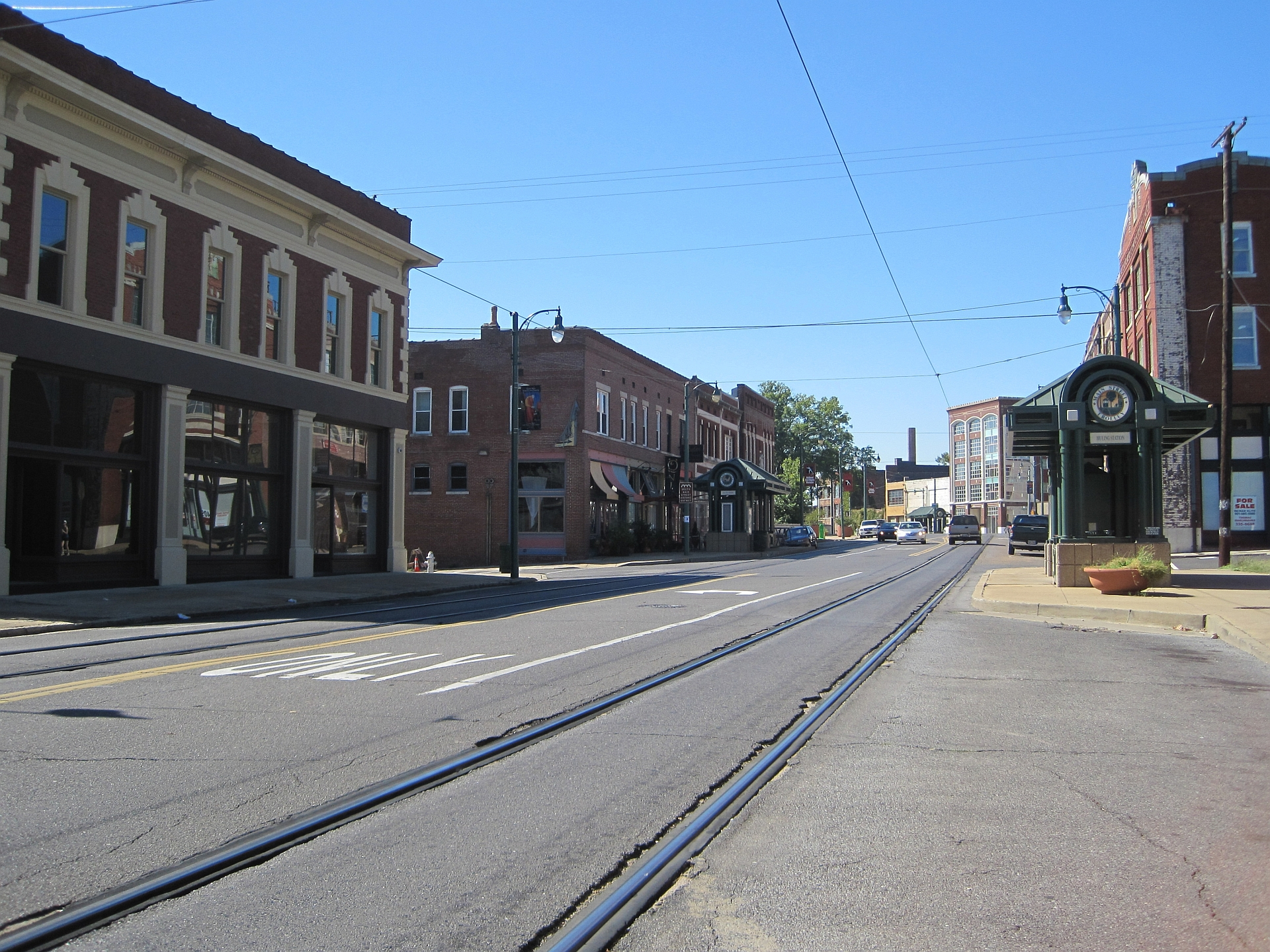
Haltestellenkaps an der Huling Avenue

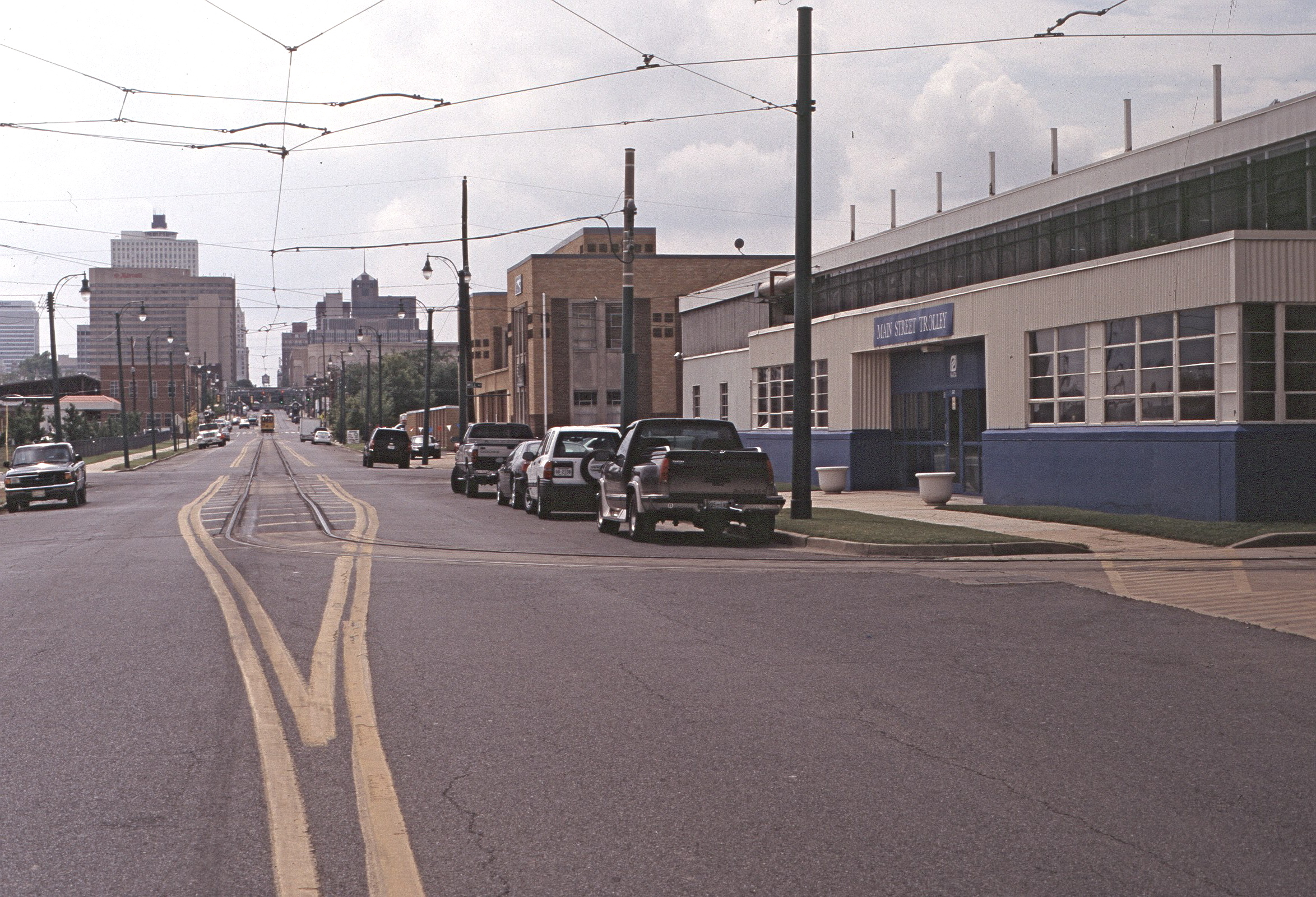
Depot in der North Main Street – im Hintergrund ein wendender Wagen der Main Street Line

### Haltestellen
Die Haltestellen sind mit behindertengerechten Rampen und/oder Hubliften ausgestattet und überdacht. Ihre Länge entspricht der eines Straßenbahnfahrzeugs.

### Gleisanlagen und Energieversorgung
Die Straßenbahn verkehrt auf Regelspurgleisen mit einer Spurweite von 1435 mm. Die Stromversorgung mit 600 Volt Gleichstrom erfolgt über eine Oberleitung und wird über Einholmstromabnehmer aus dem Fahrdraht bezogen.
Im Netz gibt es insgesamt sieben Gleiswechsel, an denen Fahrzeuge im Bedarfsfall vorzeitig wenden können.
In der Main Street befindet sich zur Madison Avenue hin ein Gleisdreieck. Jeweils ein Gleis zweigt aus Norden und Süden in östlicher Richtung ab und kreuzt dabei das östliche Streckengleis der Main Street Line. In der Main Street ermöglichen anschließende Überleitstellen das Wechseln auch auf dieses Gleis, in der Madison Avenue vereinigen sich für die ersten 120 Meter die Abzweige zu einem einzigen Gleis in der Straßenmitte.

### Depot
In der North Main Street befindet sich das Depot mit Werkstatt. Die mehrgleisige Halle verfügt über zwei Zufahrten und eine Wendeschleife.

## Sonstiges
- Am 1. Juni 2001 kam es zu einem Unfall mit sechs Leichtverletzten. Ein „Melbourne“-Fahrzeug war in der Main Street auf den Wagen 194 (Typ „Porto“) aufgefahren.

- In der 545 South Main Street befindet sich das Memphis Railroad & Trolley Museum mit Exponaten und Dokumentationen zur Eisenbahn- und Straßenbahngeschichte der Stadt.

## Ausblick
Diskutiert wurde über eine östliche Verlängerung der Madison Avenue Line, konkrete Planungen sind nicht bekannt und erscheinen mit Stand 2024 weder finanziell noch organisatorisch umsetzbar. Die Stadt Memphis hat Projekte für Bus-Rapid-Transit-Linien auf die Agenda gesetzt.:88